# Apoplophora ornata
Apoplophora ornata är en kvalsterart som beskrevs av Wojciech Niedbała 200. Apoplophora ornata ingår i släktet Apoplophora och familjen Mesoplophoridae. Inga underarter finns listade i Catalogue of Life.